# Poonhaven
Poonhaven is een buurtschap in de gemeente Terneuzen in de Nederlandse provincie Zeeland. De buurtschap, in de regio Zeeuws-Vlaanderen, ligt tussen Kwakkel en Kampen. Poonhaven bestaat voornamelijk uit boerderijen en kleine losstaande dijkhuizen langs de Poonhaven en de Kampersedijk.

## Geschiedenis
Poonhaven is vernoemd naar een landbouwhaventje dat van 1821 tot 1877 fungeerde als haven voor Zaamslag. De haven lag aan het Hellegat, een zeearm die oorspronkelijk Hulst verbond met de Westerschelde. Door het indijken van de Van Lijndenpolder in 1877 verdween het haventje, dat inmiddels grotendeels was dichtgeslibd, definitief. De havenfunctie werd overgenomen door het haventje van Griete.

## Naamgeving
Een poon was een scheepssoort die vroeger veel werd gebruikt in de Zeeuwse binnenwateren. Het plaatsje dat vroeger aan het Hellegat lag was een haven voor deze poonschuiten.
Steden: Axel · Biervliet · Philippine · Sas van Gent · Terneuzen

Dorpen: Hoek · Koewacht · Overslag · Sluiskil · Spui · Westdorpe · Zaamslag · Zandstraat · Zuiddorpe

Buurtschappen: Den Abeele · Altena · Axelschestraat · Batterij · Berdelingebuurte (deels) · Boerengat · Bontekoe · Boschdorp · Boschdorp · Bouchauterhaven · Cootjesdorp · De Sluis · Driedijk · Driekwart · Drieschouwen · Driewegen · Eendragt · Het Fort · Fort Ferdinandus · Griete · Hasjesstraat · Haven (deels) · Hazelarenhoek · Het Zand · Hoek van de Dijk · Holleken (deels) · Hoogedijk · Isabellahaven · Kampersche Hoek · Kijkuit · Klein Gent · Knol · De Kraag · Kruispad · Kwakkel · Magrette · Mauritsfort · Molenhoek · De Muis · Nieuwemolen · Nieuwlandse Molen · Othene · Oude Molen · Oude Polder · Paradijs · Passluis · Poonhaven · Posthoorn (deels) · De Put · De Ratte · Reedijk · Reuzenhoek · Rijgerij · Roodesluis · Schaapdijk · Schapenbout · Sint Andries · Steenovens · De Sterre · Stoppeldijkveer (deels) · Stroodorpe · Vaartwijk · Vaatje · Val · Varempé · Waterhuis · Watervliet · Wouterij · Wulpenbek · Zaamslagveer · Zandplaat · Zwartenhoek

Streekje: Tweekwart

Historische plaatsen: Axelsche Sassing · Noordhoek · De Stuiver · Triniteit · Vingerling

Zeeland: Steden en dorpen in Zeeland      Nederland: Provincies · Gemeenten